# المختار جدوان
المختار جدوان، المعروف مختصرا بجدوان، أو الشاب جدوان (ولد بالرباط سنة 1967) كان مغنيا مغربيا للموسيقى الشعبية، قبل أن يتوقف عن الموسيقى سنة 2008، ويتحول إلى الدعوة الإسلامية.

## حياته
ولد المختار جدوان سنة 1967 بالعاصمة المغربية الرباط. نشأ في وسط فني، حيث أن كل واحد من إخوانه الثلاثة كان يسيًر مجموعته الموسيقية الخاصة، وكانوا يتدربون في المنزل. تأثر بما كان يسمع من موسيقى ناس الغيوان وجيل جيلالة ومحمد المراكشي ومحمد بنعمر الزياني.
بدأ جدوان مسيرته الفنية الاحترافية سنة 1987، حيث أخرج أول ألبوم موسيقي رفقة مجموعته بعنوان: أنا لمسيكينة. اتضح له من ذلك الوقت أن مسيرة حياته ستكون موسيقية، فأوقف دراسته في السنة الثانية من الجامعة. دخل بعد ذلك جدوان للمعهد الموسيقي بالرباط ليطور موهبته وبدأ بانتاج عدة أغان جديدة رفقة مجموعته المعروفة ب«أوركسترا جدوان». عٌرف جدوان بشكل كبير في المغرب حيث شارك في عدد كبير من الحفلات والأعراس في كل البلاد، وغنًى بعدة لهجات لإبراز التنوع الثقافي المغربي.
عُرف جدوان بورعه الديني، حيث أنه أدًى مناسك العمرة سنتي 1992 و 1993، وكان قد نذر نفسه بالاعتزال عند بلوغه سن الأربعين. فعلا، أعلن جدوان اعتزاله للموسيقى وتوقف عن الغناء سنة 2008. منذ ذلك الوقت أصبح المختار جدوان قارئا للقرآن بعدة مساجد في المغرب، وداعية يشارك في عدة مناسبات دينية.

## أغانيه
لدى جدوان عدة أغان معروفة لدى الجمهور المغربي, منها:
- خليتيني نساين (تركتيني أنتظر)
- لالة العروسة (السيدة العروس)
- شكون كان ليا سباب (من كان سببي)
- شهدو عليه (اشهدوا عليه)
- مول الطاكسي (صاحب سيارة الأجرة)
- شوف بنات اليوم (انظر لبنات اليوم)
- أبابا وايا بابا (أبي يا أبي)